# Operculicarya
Operculicarya  es un género de plantas con siete especies,  perteneciente a la familia de las Anacardiaceae.

## Taxonomía
El género fue descrito por Eugène Henri Perrier de la Bâthie y publicado en Mémoires du Muséum National d'Histoire Naturelle 18: 248. 1944. La especie tipo es: Operculicarya decaryi

## Especies
- Operculicarya borealis
- Operculicarya decaryi
- Operculicarya gummifera
- Operculicarya hirsutissima
- Operculicarya hyphaenoides
- Operculicarya monstruosa
- Operculicarya pachypus